# 王座戦 (将棋)
王座戦（おうざせん）は、日本経済新聞社及び日本将棋連盟主催の将棋の棋戦で、タイトル戦のひとつ。
1953年に一般棋戦として創設（同年、囲碁の王座戦も開始）されたが、「王座戦」の棋戦名の命名は棋士の花村元司による。
1983年（31期）にタイトル戦に格上げされた。前身は「世代別対抗将棋戦」。五番勝負の勝者は王座のタイトル称号を得る。

## 方式
一次予選・二次予選・挑戦者決定トーナメントの3段階で挑戦者を決定する。王座と挑戦者が王座戦五番勝負を行う。前期挑戦者決定トーナメントベスト4（前期敗れた王座を含む）およびタイトル保持者はシード者となり、予選が免除される。従って、年によりシード者の人数は変動する。
五番勝負を含む全ての対局で、持ち時間は各5時間（1日制）である。第67期よりチェスクロック方式に移行した。
2021年2月より、女流棋士が挑戦者決定トーナメントベスト8まで勝ち進んだ場合に、棋士編入試験の受験資格を与えられることとなった。

### 一次予選
シード者以外の順位戦C級1組以下の棋士（永世称号者を除く）と、女流棋士4名によりトーナメント方式で行われ、6名が二次予選に進出する。なお、シード者以外の順位戦C級1組以下の棋士であっても、前期の戦績など、後述（方式の遍歴）の条件を満たすものは二次予選からの出場となる場合がある。

### 二次予選
一次予選の勝ち抜き者6名と、シード者以外の棋士によりトーナメント方式で行われる。挑戦者決定トーナメントへの出場枠はシード者の人数によって異なり、最小で5枠（タイトル保持者が8人で、全員が前期ベスト4に残らなかった場合）、最多で12枠（全タイトル保持者が王座および前期ベスト4であった場合）となる。毎年10枠前後で推移している。

### 挑戦者決定トーナメント
二次予選の勝ち抜き者とシード者の計16名によるトーナメントである。トーナメントの勝者が王座と五番勝負を戦う。
挑戦者決定戦（決勝戦）の対局時間については、第65期より午前9時の対局開始となっている。
在籍期限を満了したフリークラス編入棋士の特例参加
挑戦者決定トーナメント準決勝進出者（ベスト4）が、フリークラス規定の在籍期限を満了したフリークラス編入棋士である場合、その在籍期限満了者は他棋戦については出場資格がなくなるが、王座戦については次年度の棋戦に参加が可能となり、引退とはならない（2010年7月9日以降）。

### 王座戦五番勝負
王座と挑戦者が王座戦五番勝負を戦う。五番勝負は全国各地のホテルや旅館、料亭などで実施される。
休憩時間については、昼食休憩は12時10分からの50分間（第67期以降）、夕食休憩は17時からの30分間（第71期以降）となっている。第63期以前の休憩時間は昼食休憩(12時から)・夕食休憩(18時から)いずれも60分間、第64-66期の休憩時間はいずれも50分間（12時10分/18時10分から）、第67-70期の夕食休憩は17時半からの30分間（昼食休憩は変更なし）と変更されており、休憩時間が以前よりも短縮されている。なお、8つのタイトル戦の番勝負において夕食休憩があるのは、名人戦（2日目）と王座戦の2棋戦のみである。
番勝負の模様はABEMA 将棋チャンネル、Paravi（2019年より）で配信される。かつてはニコニコ生放送（2019年まで）でも生配信が行われていた。

### 方式の遍歴
| 期       | タイトル 扱い | 持ち時間 | 王座戦番勝負 | 王座戦番勝負                                  | 挑戦者決定トーナメント | 挑戦者決定トーナメント           | 二次予選 | 一次予選  | 一次予選        |
| 期       | タイトル 扱い | 持ち時間 | 番数         | 決定方法                                      | 出場 人数              | シード条件                       | シード条件 | 通過 人数 | 女流枠          |
| -------- | ------------- | -------- | ------------ | --------------------------------------------- | ---------------------- | -------------------------------- | --- | --------- | --------------- |
| 01 - 11  | 一般棋戦      | 7時間    | 三番勝負     | トーナメント決勝 ＝王座決定戦                 | 16名                   | 不明                             | 不明 | 不明      | なし            |
| 12 - 13  | 一般棋戦      | 7時間    | 三番勝負     | トーナメント決勝 ＝王座決定戦                 | 16名                   | 不明                             | 不明 | 2名       | なし            |
| 14 - 17  | 一般棋戦      | 6時間    | 三番勝負     | トーナメント決勝 ＝王座決定戦                 | 16名                   | 不明                             | 不明 | 2名       | なし            |
| 18 - 23  | 一般棋戦      | 6時間    | 三番勝負     | 【挑戦手合制】 前期王座 vs トーナメント優勝者 | 16名                   | 不明                             | 不明 | 2名       | なし            |
| 24 - 30  | 一般棋戦      | 6時間    | 三番勝負     | 【挑戦手合制】 前期王座 vs トーナメント優勝者 | 16名                   | 不明                             | 不明 | 3名       | なし            |
| 31 - 36  | タイトル戦    | 6時間    | 五番勝負     | 【挑戦手合制】 前期王座 vs トーナメント優勝者 | 16名                   | ・前期ベスト4 ・タイトルホルダー | ・順位戦B級2組以上 ・前期本戦トーナメント進出者 ・タイトル挑戦者および失冠者 ・非タイトル棋戦優勝者 ・前期二次予選戦績優秀者 (一次予選通過者で二次予選1勝以上) | 3名       | なし            |
| 37 - 38  | タイトル戦    | 5時間    | 五番勝負     | 【挑戦手合制】 前期王座 vs トーナメント優勝者 | 16名                   | ・前期ベスト4 ・タイトルホルダー | ・順位戦B級2組以上 ・前期本戦トーナメント進出者 ・タイトル挑戦者および失冠者 ・非タイトル棋戦優勝者 ・前期二次予選戦績優秀者 (一次予選通過者で二次予選1勝以上) | 3名       | なし            |
| 39 - 49  | タイトル戦    | 5時間    | 五番勝負     | 【挑戦手合制】 前期王座 vs トーナメント優勝者 | 16名                   | ・前期ベスト4 ・タイトルホルダー | ・順位戦B級2組以上 ・前期本戦トーナメント進出者 ・タイトル挑戦者および失冠者 ・非タイトル棋戦優勝者 ・前期二次予選戦績優秀者 (一次予選通過者で二次予選1勝以上) | 5名       | 2名 (39期は3名) |
| 50 - 53  | タイトル戦    | 5時間    | 五番勝負     | 【挑戦手合制】 前期王座 vs トーナメント優勝者 | 16名                   | ・前期ベスト4 ・タイトルホルダー | ・順位戦B級2組以上 ・前期本戦トーナメント進出者 ・タイトル挑戦者および失冠者 ・非タイトル棋戦優勝者 ・前期二次予選戦績優秀者 (一次予選通過者で二次予選1勝以上) | 5名       | 3名             |
| 54 - 55  | タイトル戦    | 5時間    | 五番勝負     | 【挑戦手合制】 前期王座 vs トーナメント優勝者 | 16名                   | ・前期ベスト4 ・タイトルホルダー | ・順位戦B級2組以上 ・前期本戦トーナメント進出者 ・タイトル挑戦者および失冠者 ・非タイトル棋戦優勝者 ・前期二次予選戦績優秀者 (一次予選通過者で二次予選1勝以上) | 5名       | 4名             |
| 56 - 66  | タイトル戦    | 5時間    | 五番勝負     | 【挑戦手合制】 前期王座 vs トーナメント優勝者 | 16名                   | ・前期ベスト4 ・タイトルホルダー | ・順位戦B級2組以上 ・前期本戦トーナメント進出者 ・タイトル挑戦者および失冠者 ・非タイトル棋戦優勝者 ・前期二次予選戦績優秀者 (一次予選通過者で二次予選1勝以上) | 6名       | 4名             |
| 67期以降 | タイトル戦    | 5時間※   | 五番勝負     | 【挑戦手合制】 前期王座 vs トーナメント優勝者 | 16名                   | ・前期ベスト4 ・タイトルホルダー | ・順位戦B級2組以上 ・前期本戦トーナメント進出者 ・タイトル挑戦者および失冠者 ・非タイトル棋戦優勝者 ・前期二次予選戦績優秀者 (一次予選通過者で二次予選1勝以上) | 6名       | 4名             |

持ち時間の「※」はチェスクロック方式。
特別な記載はないが、フリークラスに転出した棋士について、永世称号保持者の米長邦雄、中原誠、森内俊之は、転出後も二次予選シードになっている。また、順位戦B級2組からフリークラスに転出した勝浦修も、転出後の第46期から第52期王座戦まで（「順位戦在籍可能最短年数」に相当する期間）は二次予選シードとして扱われた。

## 女流棋士枠
王座戦には、第39期（1990年）から女流棋士の出場枠が設けられている。第54期（2005年）より枠が4名に増え、翌年の第55期から第59期までは、女流棋士が関わる対局の緒戦（一次予選1回戦）が同日に行われた。この女流棋士の一斉対局では、ネット中継や大盤解説会が実施された。
| 期 | 対局日        | 結果            |
| -- | ------------- | --------------- |
| 55 | 2006年7月29日 | 男性4勝 女流0勝 |
| 56 | 2007年7月28日 | 男性4勝 女流0勝 |
| 57 | 2008年7月26日 | 男性4勝 女流0勝 |
| 58 | 2009年7月11日 | 男性3勝 女流1勝 |
| 59 | 2010年7月31日 | 男性4勝 女流0勝 |

出場する女流棋士には女流タイトル保持者などの実力上位者が選抜され、1回戦で対戦する男性棋士はほとんどが若手の四段である。一斉対局になる前は女流棋士が勝ち星を挙げたこともあるが、一斉対局後は3年連続で女流棋士が全敗に終わっていた。2009年に石橋幸緒女流王位が一斉対局で初めて勝利し、2回戦に進出した。
第60期（2011年）から一斉対局ではなくなったが、女流枠の4名は変わっていない。女流棋士の勝数は60期1勝、61期0勝、62期0勝、63期2勝、64期2勝、65期0勝、66期1勝。特に第63期は香川愛生が2勝し、3回戦まで進出した。
第67期（2018年）は里見香奈が第57期以来の久々の参戦となり、3勝して一次予選準決勝（4回戦）まで進出し、香川の記録を更新した。また、渡部愛も同じく3勝して一次予選準決勝進出を果たした。この他、伊藤沙恵も1勝し、当期は女流棋士が合計7勝を挙げるという大きな変化のあった期となった。
2021年2月より、女流棋士が挑戦者決定トーナメントベスト8まで進んだ場合に、棋士編入試験の受験資格を与えられることとなった。

## 名誉王座
永世称号である名誉王座は、王座を連続5期もしくは通算10期以上保持した棋士に与えられる。将棋界で8大タイトルの永世称号として「永世」ではなく「名誉」を冠するのは、王座戦だけである（その他の棋戦ではNHK杯テレビ将棋トーナメントでも同じ要領で「名誉NHK杯」と紹介される。これはいずれも囲碁と同一スポンサーの提供による優勝杯をかけたものであるため）。
主催の日本経済新聞社が1996年9月に同称号を制定した際、中原誠はタイトル戦昇格前の優勝回数10回と昇格後の獲得6期を合わせて16期（16回）の実績により名誉王座の資格を与えられた。同年、羽生善治も連続5期達成により資格を得た。
他の永世称号と違い、現役のままでも満60歳に達すると名乗ることができるため、中原は60歳の誕生日である2007年9月2日から名誉王座を名乗っている。
1. 中原誠＿ - 1996年09月 獲得（当時49歳）、2007年09月02日 就位（当時現役、60歳0か月）
 - 合計16期の実績（王座戦優勝10回、タイトル獲得6期〈第31期 - 第34期、第36期 - 第37期〉）
2. 羽生善治 - 1996年09月25日 獲得（当時25歳11か月、満60歳以降または現役引退後に就位予定）
 - タイトル連続5期（第40期 - 第44期）

（以上2名、名誉王座 資格獲得順）

## 歴代五番勝負
| 番勝負勝敗（王座側から見た勝敗） ○：勝ち ●：負け 千：千日手 持：持将棋 王座戦番勝負 \| 太字 \| ：王座獲得者（五番勝負勝者） \| 太字永 \| ：永世資格獲得者（五番勝負勝者） \| - 一般公式棋戦時代、第1回は一番勝負、第2回以降は三番勝負。 挑戦者決定トーナメント △：一次予選からの勝ち上がり者 |                              |        |                                  |
| 太字 | ：王座獲得者（五番勝負勝者） | 太字永 | ：永世資格獲得者（五番勝負勝者） |

### 一般公式棋戦（1953 - 82年度）
| 回 | 年度 | 優勝       | 勝敗        | 準優勝     |
| -- | ---- | ---------- | ----------- | ---------- |
| 1  | 1953 | 大山康晴   | ○(一番勝負) | 丸田祐三   |
| 2  | 1954 | 大山康晴   | ○●□         | 升田幸三   |
| 3  | 1955 | 大山康晴   | ●○○         | 灘蓮照     |
| 4  | 1956 | 小堀清一   | ○●○         | 高島一岐代 |
| 5  | 1957 | 松田茂行   | ●○○         | 小堀清一   |
| 6  | 1958 | 塚田正夫   | ●○○         | 二上達也   |
| 7  | 1959 | 大山康晴   | ○○－        | 山田道美   |
| 8  | 1960 | 丸田祐三   | ○●○         | 大山康晴   |
| 9  | 1961 | 本間爽悦   | ○○－        | 加藤一二三 |
| 10 | 1962 | 加藤一二三 | ○○－        | 熊谷達人   |

| 回 | 年度 | 優勝     | 勝敗 | 準優勝     |
| -- | ---- | -------- | ---- | ---------- |
| 11 | 1963 | 灘蓮照   | ●○○  | 芹沢博文   |
| 12 | 1964 | 大山康晴 | ○○－ | 加藤一二三 |
| 13 | 1965 | 丸田祐三 | ○○－ | 内藤國雄   |
| 14 | 1966 | 大山康晴 | ○○－ | 丸田祐三   |
| 15 | 1967 | 山田道美 | ○○－ | 内藤國雄   |
| 16 | 1968 | 大山康晴 | ○○－ | 加藤一二三 |
| 17 | 1969 | 中原誠   | ●○○  | 有吉道夫   |

| 回 | 年度 | 王座   | 勝敗 | 挑戦者     |
| -- | ---- | ------ | ---- | ---------- |
| 18 | 1970 | 中原誠 | ○○－ | 二上達也   |
| 19 | 1971 | 中原誠 | ○○－ | 加藤一二三 |
| 20 | 1972 | 中原誠 | ○○－ | 内藤國雄   |
| 21 | 1973 | 中原誠 | ○○－ | 大野源一   |
| 22 | 1974 | 中原誠 | ○●○  | 大山康晴   |
| 23 | 1975 | 中原誠 | ●●－ | 桐山清澄   |

| 回 | 年度 | 王座     | 勝敗 | 挑戦者   |
| -- | ---- | -------- | ---- | -------- |
| 24 | 1976 | 桐山清澄 | ●●－ | 中原誠   |
| 25 | 1977 | 中原誠   | ○○－ | 大内延介 |
| 26 | 1978 | 中原誠   | ○○－ | 大内延介 |
| 27 | 1979 | 中原誠   | ○○－ | 大内延介 |
| 28 | 1980 | 中原誠   | ●●－ | 大山康晴 |
| 29 | 1981 | 大山康晴 | ○●○  | 勝浦修   |
| 30 | 1982 | 大山康晴 | ●●－ | 内藤國雄 |

### タイトル戦（1983年度 -）
| ●●○○ | 千 ● |

| ●○ | 千 ● | ○○ |

| ○ | ● | ● | 千 ○ | ○ |

| 千 ○ | ○○－－ |

| ○●● | 千 ● | － |

| ●○● | 千 ○ | ○ |

| 千 ● | ●●－－ |

| ● | 千 ○ | ○ | ○ | － |

| － | － | － | － | － |

## 記録
※タイトル戦となった第31期以降について記載。
|        | 獲得                                  | 獲得                                  | 番勝負出場                              | 挑戦者決定トーナメント参加                      |
| ------ | ------------------------------------- | ------------------------------------- | --------------------------------------- | ----------------------------------------------- |
| 最多   | 羽生善治 （ 通算24期 ）               | 羽生善治 （ 通算24期 ）               | 羽生善治 （ 通算26期 ）                 | 羽生善治 （ 通算31期 ） 第39期 - 第68期, 第71期 |
| 連続   | 羽生善治 （ 19連覇 ） 第40期 - 第58期 | 羽生善治 （ 19連覇 ） 第40期 - 第58期 | 羽生善治 （ 連続26期 ） 第40期 - 第65期 | 羽生善治 （ 連続30期 ） 第39期 - 第68期         |
| 最年少 | 獲得                                  | 防衛                                  | 渡辺明 （ 19歳132日 ） 000第51期        | 藤井聡太 （ 15歳292日 ） 000第66期              |
| 最年少 | 藤井聡太 （ 21歳84日 ） 第71期        | 藤井聡太 （ 22歳73日 ） 第72期        | 渡辺明 （ 19歳132日 ） 000第51期        | 藤井聡太 （ 15歳292日 ） 000第66期              |
| 最年長 | 羽生善治 （ 46歳7日 ） 000第64期      | 羽生善治 （ 46歳7日 ） 000第64期      | 森雞二 （ 49歳149日 ） 000第43期        | 大山康晴 （ 67歳49日 ） 000第38期               |

※タイトル戦となった第31期以降について記載。かっこ書きの数字は一般棋戦時代も含めた参考記録。
※氏名欄の"*"は王座保持者。氏名の太字表記は名誉王座・名誉王座資格者。数字の太字表記は最多記録。
| 氏名       | 王座在位 | 王座在位 | 五番勝負出場 （在位、挑戦問わず） | 五番勝負出場 （在位、挑戦問わず） | 挑戦者決定トーナメント参加 （在位含む） | 挑戦者決定トーナメント参加 （在位含む） |
| 氏名       | 通算     | 連続     | 通算                              | 連続                              | 通算                                    | 連続                                    |
| ---------- | -------- | -------- | --------------------------------- | --------------------------------- | --------------------------------------- | --------------------------------------- |
| 羽生善治   | 24       | 19       | 26                                | 26                                | 31                                      | 30                                      |
| 中原誠     | 6(16)    | 4(6)     | 8(20)                             | 8(12)                             | 17(33)                                  | 12(28)                                  |
| 永瀬拓矢   | 4        | 4        | 6                                 | 6                                 | 9                                       | 7                                       |
| 藤井聡太*  | 2        | 2        | 2                                 | 2                                 | 6                                       | 4                                       |
| 谷川浩司   | 1        | 1        | 6                                 | 2                                 | 26                                      | 19                                      |
| 渡辺明     | 1        | 1        | 3                                 | 2                                 | 22                                      | 22                                      |
| 中村太地   | 1        | 1        | 3                                 | 2                                 | 8                                       | 8                                       |
| 福崎文吾   | 1        | 1        | 2                                 | 2                                 | 9(10)                                   | 4                                       |
| 塚田泰明   | 1        | 1        | 2                                 | 2                                 | 9                                       | 6                                       |
| 斎藤慎太郎 | 1        | 1        | 2                                 | 2                                 | 4                                       | 4                                       |
| 大山康晴   | 0(9)     | 0(3)     | 0(12)                             | 0(3)                              | 5(35)                                   | 2(31)                                   |

| 氏名       | 通算 | 連続 | 期                      | 最高成績                                    |
| ---------- | ---- | ---- | ----------------------- | ------------------------------------------- |
| 清水市代   | 24   | 18   | 39,41-42,44-61,63-64,68 | 一次予選1勝(一次予選2回戦進出 第50,51,53期) |
| 中井広恵   | 12   | 5    | 39-43,45,47,49,51-54    | 一次予選1勝(一次予選2回戦進出 第43期)       |
| 福間香奈   | 8    | 7    | 59,67-73                | 一次予選3勝(一次予選ベスト4進出 第67期)     |
| 石橋幸緒   | 8    | 4    | 48,52-55,57-59          | 一次予選2勝(一次予選ベスト8進出 第53期)     |
| 西山朋佳   | 7    | 7    | 67-73                   | 一次予選1勝(一次予選2回戦進出 第68期)       |
| 甲斐智美   | 7    | 6    | 57,59-64                | 一次予選1勝(一次予選2回戦進出 第63期)       |
| 加藤桃子   | 7    | 5    | 65-66,69-73             | 一次予選1勝(一次予選2回戦進出 第70,71期)    |
| 伊藤沙恵   | 6    | 3    | 65-67,70-72             | 一次予選1勝(一次予選2回戦進出 第67期)       |
| 斎田晴子   | 6    | 2    | 43-44,46,50-51,56       | 一次予選1勝(一次予選2回戦進出 第44期)       |
| 矢内理絵子 | 5    | 4    | 50,55-58                | 一次予選0勝                                 |
| 上田初美   | 4    | 3    | 60-62,66                | 一次予選1勝(一次予選2回戦進出 第66期)       |
| 千葉涼子   | 3    | 3    | 54-56                   | 一次予選0勝                                 |
| 香川愛生   | 3    | 3    | 63-65                   | 一次予選2勝(一次予選ベスト8進出 第63期)     |
| 渡部愛     | 3    | 3    | 67-69                   | 一次予選3勝(一次予選ベスト4進出 第67期)     |
| 中村真梨花 | 2    | 2    | 62-63                   | 一次予選0勝                                 |
| 山田久美   | 2    | 2    | 64-65                   | 一次予選1勝(一次予選2回戦進出 第64期)       |
| 林葉直子   | 1    | 1    | 40                      | 一次予選0勝                                 |
| 岩根忍     | 1    | 1    | 60                      | 一次予選1勝(一次予選2回戦進出 第60期)       |
| 長谷川優貴 | 1    | 1    | 61                      | 一次予選0勝                                 |
| 本田小百合 | 1    | 1    | 62                      | 一次予選0勝                                 |
| 室谷由紀   | 1    | 1    | 66                      | 一次予選0勝                                 |
| 大島綾華   | 1    | 1    | 73                      | 一次予選1勝(一次予選2回戦進出 第73期)       |

## エピソード
- 将棋と囲碁の王座戦が1957年（昭和32年）に創設される際、日本将棋連盟理事として日本経済新聞社と折衝した丸田祐三によると、どのような棋戦にするかという構想は加藤治郎によるもので、「王座戦」の名称は花村元司が考案した[22]。
- 第21回（1973年）では、62歳の大野源一が挑戦権を獲得。中原誠との三番勝負は0勝2敗に終わるも、60歳代での番勝負への勝ち上がりは快挙だった。
- 大山康晴は優勝棋戦時代（第1回 - 第17回）に7回、前年優勝者と挑戦者による三番勝負時代（第18回 - 第30回）で2回王座になっている。名誉王座の資格には該当しなかったものの、第29回（1981年）では58歳で勝浦修との三番勝負に勝利しており、同年度に王将位の防衛で史上最高齢のタイトル保持者となっていたのと同様、当棋戦でも第一人者としての実力を示していた。
- 羽生が福崎文吾から王座位を奪取して以降19期タイトルを保持し続けていたため、福崎は長年“名目上の前王座”ということになっていたが、こちらも19期連続という珍記録であったため、福崎自身も「名誉前王座」などと笑い話として披露していた[23]。2011年9月に羽生が失冠したため福崎も「前王座」ではなくなったが、以後も話のネタとして使われることがある。
- 羽生は2011年に20連覇を逸したものの、翌2012年に挑戦者として奪還に成功し、その後2017年に再び失冠して翌2018年（第66期）に本戦1回戦で敗れるまで同一タイトル戦連続出場記録26期（1992年 - 2017年）を数えた。それまでの最長記録は大山康晴が名人戦と王将戦で持つ21期であった。また、羽生の通算24期在位は、一つのタイトル獲得期数としては史上最多となっている。
- 第34期二次予選において、係の手違いで決勝トーナメント出場者が1名少なくなることが判明。二次予選決勝敗者から抽選で追加のトーナメント進出者が決められることになり、脇謙二が追加出場者となった[24]。
- 第67期（2019年度）において、挑戦者決定トーナメントへのシードが史上初めて半数を超え10名となったため、予選からの挑戦者決定トーナメントへの出場枠が6名と過去最少になった。これは第66期挑戦者決定トーナメントベスト4にタイトル保持者は渡辺明棋王しか残れず、かつ第89期棋聖戦の結果複数冠者がいなくなったことで、タイトル保持者シードが6名（羽生善治竜王、佐藤天彦名人、高見泰地叡王、菅井竜也王位、久保利明王将、豊島将之棋聖）となったことによる。
- 第71期（2023年度）、藤井聡太が永瀬拓矢から王座を奪取し史上初の八冠独占を達成した[25]。藤井は翌年の王座タイトル防衛戦にも勝利し、初の全8タイトル棋戦でのタイトル防衛・連覇を達成した。
- タイトル戦に昇格してから、第72期（2024年度）までの時点において王座を防衛（2期以上連続で獲得）した棋士は中原誠・羽生善治・永瀬拓矢・藤井聡太の4名のみであり、一般棋戦時代に王座戦連覇を経験した大山康晴を含めても、王座戦の連覇者は5名しかいない。第4回（1956年度）優勝者の小堀清一は、翌第5回も決勝まで進出するも、松田茂行との三番勝負を1勝2敗で連覇を逃し、大内延介は第25回（1977年度）から3回連続で挑戦権を獲得するも、3回とも中原に0勝2敗で退けられている。
- 第72期（2024年度）現在、一次予選からの挑戦者は一度も現れていない。挑戦者決定トーナメントベスト4進出まででも第65期までは通算5名（各期1人ずつ）しか出ておらず、うち4名は決定戦まで進出するも破れて挑戦とはならなかった。ところが第66期（2018年度）に一次予選から出場した永瀬拓矢と藤井聡太の2名がベスト4に進出したことで、タイトル戦移行後では初めて一次予選からの挑戦者決定トーナメントベスト4進出者が複数名出る珍事が発生した。しかしいずれも準決勝で敗れている。
- 王座戦五番勝負で、これまで持将棋が出たことは一度もない。